# Plagiotrypes solitarius
Plagiotrypes solitarius là một loài tò vò trong họ Ichneumonidae.